# Giovanni Steffè
Giovanni Steffè, né le 12 janvier 1928 à Trieste et mort le 19 octobre 2016 à Recco, est un rameur d'aviron italien.

## Biographie
Il est médaillé d'argent de deux barré aux Championnats d'Europe d'aviron 1947 et aux Jeux olympiques d'été de 1948.